# برتراند روزو
برتراند روزو (انگلیسی: Bertrand Reuzeau؛ زادهٔ ۱ آوریل ۱۹۶۶) بازیکن فوتبال اهل فرانسه است.
از باشگاه‌هایی که در آن بازی کرده‌است می‌توان به باشگاه فوتبال المپیک مارسی، باشگاه فوتبال سوشو، باشگاه ورزشی مون‌پلیه، و باشگاه فوتبال لیل اشاره کرد.
وی همچنین در تیم ملی فوتبال زیر ۲۱ سال فرانسه بازی کرده‌است.